# Claude-François Fillette-Loraux
Claude-François Fillette-Loraux (1757 - Paris, 1er novembre 1822) est un homme de lettres français, auteur de pièces de théâtre et de plusieurs livrets d'opéras et d'opéras-comiques, père de François Loraux.

## Œuvres

### Opéras-comiques
- L'Amant à l'épreuve, ou la Dame invisible, opéra en 2 actes, livret de P.-L. Moline et C.-F. Fillette-Loraux, d'après Le Roman comique de Paul Scarron, créé à la Comédie-Italienne (Salle Favart) le 5 décembre 1787, musique d'Henri Montan Berton.
- Lodoïska, opéra-comique en trois actes, créé au Théâtre Feydeau le 21 juillet 1791, musique de Luigi Cherubini.
- Agricol Viala, ou le Héros de la Durance, opéra-comique en un acte et en prose, livret de Fillette-Loraux, musique d'Henri Montan Berton, créé le 9 octobre 1794 au Théâtre Feydeau.
- La Romance, opéra en 1 acte d'Henri-Montan Berton, livret de Gaugiran-Nanteuil et Fillette-Loraux, créé à l'Opéra-Comique, le 26 janvier 1804[2].
- Valentin ou le Paysan romanesque, opéra-comique en trois actes, musique d'Henri Montan Berton, livret de Louis-Benoît Picard et Fillette-Loraux, avec Mme Belmont dans le rôle d'Isabelle, représenté pour la première fois au Théâtre de l'Opéra-Comique Feydeau le 13 septembre 1813.

### Pièces de théâtre
- La Rivale d'elle-même, comédie en trois actes et en vers, représentée pour la première fois sur le théâtre de l'Odéon le 6 juillet 1816.